# Comuna Novoselivka, Poltava
Novoselivka (în ucraineană Новоселівка) este o comună în raionul Poltava, regiunea Poltava, Ucraina, formată din satele Brunivka, Kriukove, Novoselivka (reședința), Paskivka, Terentiivka și Vilhovîi Rih.

## Demografie
Componența lingvistică a comunei Novoselivka
     Ucraineană (94,13%)
     Rusă (5,39%)
     Alte limbi (0,21%)
Conform recensământului din 2001, majoritatea populației comunei Novoselivka era vorbitoare de ucraineană (94,13%), existând în minoritate și vorbitori de rusă (5,39%).